# Chaetopleura pustulata
Chaetopleura pustulata är en blötdjursart som först beskrevs av Krauss 1848.  Chaetopleura pustulata ingår i släktet Chaetopleura och familjen Ischnochitonidae. Inga underarter finns listade i Catalogue of Life.